# Yizheng
Yizheng, tidigare känt som Icheng, är en stad på häradsnivå som lyder under Yangzhous stad på prefekturnivå i Jiangsu-provinsen i östra Kina. Den ligger omkring 49 kilometer nordost om provinshuvudstaden Nanjing. 